# عملية اجتماعية
العمليات الاجتماعية من مصطلح علم الاجتماع عبارة التغييرات الحاصلة تكرارا في المعاملات والعلاقات الاجتماعية بين شخصين فأكثر، سواء كان كليا أو جزئيا. وأما التغيير الاجتماعي فيقال للتغيير الكلي على مدار فترة طويلة من الزمن. ومن أمثلتها التعاون والتنازع والتنافس والقبول وغيرها.